# Davitamon-Lotto/2006
Deze pagina geeft een overzicht van de wielerploeg Davitamon-Lotto in 2006.
| Naam                          | Geboortedatum | Nationaliteit    | Ploeg 2005                           |
| ----------------------------- | ------------- | ---------------- | ------------------------------------ |
| Mario Aerts                   | 31-12-1974    | België           |                                      |
| Christophe Brandt             | 06-05-1977    | België           |                                      |
| Wim De Vocht                  | 29-04-1982    | België           |                                      |
| Bart Dockx                    | 02-09-1981    | België           |                                      |
| Cadel Evans                   | 14-02-1977    | Australië        |                                      |
| Nick Gates                    | 10-03-1972    | Australië        |                                      |
| Chris Horner                  | 23-10-1971    | Verenigde Staten | Saunier Duval                        |
| Nick Ingels                   | 02-09-1984    | België           | Bodysol-Win for Life-Jong Vlaanderen |
| Josep Jufré                   | 05-08-1975    | Spanje           | Relax-Fuenlabrada                    |
| Olivier Kaisen                | 30-04-1983    | België           | R.A.G.T. Semences                    |
| Jan Kuyckx                    | 20-05-1979    | België           |                                      |
| Björn Leukemans               | 01-07-1977    | België           |                                      |
| Nico Mattan                   | 17-07-1971    | België           |                                      |
| Robbie McEwen                 | 24-06-1972    | Australië        |                                      |
| Pieter Mertens                | 25-08-1980    | België           | Chocolade Jacques                    |
| Fred Rodriguez                | 03-09-1973    | Verenigde Staten |                                      |
| Bert Roesems                  | 14-10-1972    | België           |                                      |
| Nicholas Sanderson *          | 27-05-1984    | Australië        | beloften                             |
| Gert Steegmans                | 30-09-1980    | België           |                                      |
| Tom Steels                    | 02-09-1971    | België           |                                      |
| Léon van Bon                  | 28-01-1972    | Nederland        |                                      |
| Preben Van Hecke              | 09-07-1982    | België           |                                      |
| Wim Van Huffel                | 28-05-1979    | België           |                                      |
| Peter Van Petegem             | 18-01-1970    | België           |                                      |
| Johan Vansummeren             | 04-02-1981    | België           |                                      |
| Wim Vansevenant               | 23-12-1971    | België           |                                      |
| Henk Vogels                   | 31-07-1973    | Australië        |                                      |
| Stagiairs                     |               |                  |                                      |
| Dries Devenyns (stagiair)     | 22-07-1983    | België           |                                      |
| Steve Schets (stagiair)       | 20-04-1984    | België           |                                      |
| Kenny Van Braeckel (stagiair) | 12-11-1983    | België           |                                      |

*Nicholas Sanderson moest in februari zijn loopbaan beëindigen wegens epilepsie.

## Teams

### Tour Down Under
17 januari–22 januari
- 31.  Robbie McEwen
- 32.  Wim Vansevenant
- 33.  Cadel Evans
- 34.  Johan Van Summeren
- 35.  Henk Vogels
- 36.  Mario Aerts
- 37.  Nick Gates
- 38.  Nicholas Sanderson

### Ronde van de Algarve
15 februari–19 februari
- 21.  Christophe Brandt
- 22.  Nick Gates
- 23.  Bert Roesems
- 24.  Gert Steegmans
- 25.  Peter Van Petegem
- 26.  Wim Vansevenant
- 27.  Wim Van Huffel
- 28.  Henk Vogels

### Ronde van Californië
19 februari–26 februari
- 21.  Cadel Evans
- 22.  Bart Dockx
- 23.  Christopher Horner
- 24.  Josep Jufré
- 25.  Olivier Kaisen
- 26.  Pieter Mertens
- 27.  Fred Rodriguez
- 28.  Preben Van Hecke

### Ronde van het Baskenland
3 april–8 april
- 41.  Cadel Evans
- 42.  Josep Jufré
- 43.  Mario Aerts
- 44.  Christophe Brandt
- 45.  Christopher Horner
- 46.  Björn Leukemans
- 47.  Wim Van Huffel
- 48.  Johan Van Summeren

### Ronde van Romandië
25 april–30 april
- 81.  Cadel Evans
- 82.  Robbie McEwen
- 83.  Mario Aerts
- 84.  Bart Dockx
- 85.  Chris Horner
- 86.  Bert Roesems
- 87.  Wim Van Huffel
- 88.  Johan Van Summeren

### Critérium du Dauphiné Libéré
4 juni–11 juni
- 91.  Christopher Horner
- 92.  Nick Gates
- 93.  Nick Ingels
- 94.  Josep Jufré
- 95.  Jan Kuyckx
- 96.  Pieter Mertens
- 97.  Preben Van Hecke
- 98.  Wim Van Huffel

1985 · 1986 · 1987 · 1988 · 1989 · 1990 · 1991 · 1992 · 1993 · 1994 · 1995 · 1996 · 1997 · 1998 · 1999 · 2000 · 2001 · 2002 · 2003 · 2004 · 2005 · 2006 · 2007 · 2008 · 2009 · 2010 · 2011 · 2012 · 2013 · 2014 · 2015 · 2016 · 2017 · 2018 · 2019 · 2020 · 2021 · 2022 · 2023 · 2024 · 2025
Ag2r Prévoyance · Bouygues Télécom · Cofidis, Le Crédit par Téléphone · Crédit Agricole · Team CSC · Davitamon-Lotto · Discovery Channel Pro Cycling Team · Euskaltel-Euskadi · La Française des Jeux · Team Gerolsteiner · Illes Balears-Caisse D'Espargne · Lampre-Fondital · Astana · Liquigas - Bianchi · Phonak Hearing Systems · Quick Step-Innergetic · Rabobank · Saunier Duval-Prodir · Team Milram · T-Mobile Team